# 30 أبريل
- السبت
- الأحد
- الاثنين
- الثلاثاء
- الأربعاء
- الخميس
- الجمعة

- 2929 رمضان 1446  هـ
- 301 شوال 1446  هـ
- 312 شوال 1446  هـ
- 13 شوال 1446  هـ
- 24 شوال 1446  هـ
- 35 شوال 1446  هـ
- 46 شوال 1446  هـ
- 57 شوال 1446  هـ
- 68 شوال 1446  هـ
- 79 شوال 1446  هـ
- 810 شوال 1446  هـ
- 911 شوال 1446  هـ
- 1012 شوال 1446  هـ
- 1113 شوال 1446  هـ
- 1214 شوال 1446  هـ
- 1315 شوال 1446  هـ
- 1416 شوال 1446  هـ
- 1517 شوال 1446  هـ
- 1618 شوال 1446  هـ
- 1719 شوال 1446  هـ
- 1820 شوال 1446  هـ
- 1921 شوال 1446  هـ
- 2022 شوال 1446  هـ
- 2123 شوال 1446  هـ
- 2224 شوال 1446  هـ
- 2325 شوال 1446  هـ
- 2426 شوال 1446  هـ
- 2527 شوال 1446  هـ
- 2628 شوال 1446  هـ
- 2729 شوال 1446  هـ
- 2830 شوال 1446  هـ
- 291 ذو القعدة 1446  هـ
- 302 ذو القعدة 1446  هـ
- 13 ذو القعدة 1446  هـ
- 24 ذو القعدة 1446  هـ

30 أبريل أو 30 نيسان أو يوم 30 \ 4 (اليوم الثلاثون من الشهر الرابع) هو اليوم العشرون بعد المئة (120) من السنوات البسيطة، أو اليوم الحادي والعشرون بعد المئة (121) من السنوات الكبيسة وفقًا للتقويم الميلادي الغربي (الغريغوري). يبقى بعده 245 يوما لانتهاء السنة.

## أحداث
- 1641 - المجاهد المغربي محمد بن أحمد العياشي ينجو من موقعة ضد الدلائيين ويلجأ إلى قبائل الخلط فغدروا به وقتلوه غيلة ثم فصلوا رأسه عن جسده وحملوه إلى سلا.
- 1789 - جورج واشنطن يتولى رئاسة الولايات المتحدة ليكون أول رئيس لها.
- 1812 - لويزيانا تنضم إلى الولايات المتحدة لتكون الولاية رقم 18 وذلك بعدما باعها نابليون بونابرت للولايات المتحدة.
- 1847 - وفاة عبدالله بن رشيد مؤسس إمارة آل رشيد.
- 1854 - إنشاء أول خط سكة حديد في البرازيل.
- 1918 - افتتاح جامعة طوكيو للإناث.
- 1945 - الزعيم النازي أدولف هتلر وزوجته إيفا براون ينتحران بعد يوم واحد من زواجهما وذلك في أواخر أيام الحرب العالمية الثانية.
- 1960 - البدء ببيع أول تلفاز ترانزستور في العالم من إنتاج شركة سوني.
- 1975 - القوات الفيتنامية الشمالية تستولي على مدينة سايغون مسدلة الستار على حرب فيتنام.
- 1978 - الرحالة الياباني أويمورا ناؤمي يصل إلى نقطة القطب الشمالي لأول مرة في التاريخ وذلك على عربات تجرها الكلاب.
- 1980 - الملكة جوليانا ملكة هولندا تتنازل عن العرش لابنتها الأميرة بياتريكس، والتي أصبحت تلقب بالملكة بياتريكس.
- 1984 - توقيع أول اتفاق للتعاون الاقتصادي بين الولايات المتحدة والصين.
- 1992 - المنظمة الأوروبية للأبحاث النووية تعلن أن خدمة الواب خالية من الرسوم وباستطاعة الكل استخدامها.
- 2004 - إندونيسيا تعاود إلقاء القبض على الداعية الإسلامي أبو بكر باعشير بعد 18 شهرًا قضاها في السجن نتيجة ضلوعة في تفجيرات بالي.
- 2008 - انتخاب همام سعيد كمراقب عام الإخوان المسلمون في الأردن خلفًا لسالم الفلاحات.
- 2013 - تفجير قرب مبنى وزارة الداخلية القديم في ساحة المرجة في دمشق يؤدي إلى مقتل 13 وجرح 70 آخرين.
- 2014 - ملايين العراقيين يُدلون بأصواتهم في الانتخابات البرلمانية العراقية لِسنة 2014 وسط إجراءات أمنية مشددة.
- 2015 - المسبار مسنجر الفضائي التابع لناسا يُنهي رحلته التي استمرت 11 عامًا في بث صورٍ لكوكب عطارد وتحطَّم فوق سطح الكوكب.
- 2018 - تعيين ساجد جاويد (باكستاني الأصل) في منصب وزير الداخلية البريطاني عقب استقالة آمبر رود بسبب فضيحة ويندروش.
- 2019 -
  - محاولة انقلاب عسكري فاشلة في فنزويلا بدفع من خوان غوايدو، رئيس الجمعية الوطنية لفنزويلا، ودعمتها علنًا الولايات المتحدة الأمريكية، وكانت تهدف للإطاحة بالرئيس نيكولاس مادورو.
  - تنازل إمبراطور اليابان أكيهيتو عن سدة العرش الإمبراطوري، ليكون أول إمبراطور ياباني يقوم بذلك منذ حوالي قرنين، على أن يخلفه ولي عهده الأمير ناروهيتو مبتدئًا فترة رييوا من التاريخ الياباني.
- 2023 - فوز مرشح حزب كولورادو سانتياغو بينيا ونائبه بيدرو أليانا في الانتخابات الرئاسية في باراغواي.

## مواليد
- 1662 - ماري الثانية، ملكة إنجلترا.
- 1777 - كارل فريدريش غاوس، عالم رياضيات.
- 1891 - جيمس إدوارد والش، قسيس ومبشر أمريكي.
- 1901 - سيمون كوزنتس، اقتصادي أمريكي حاصل على جائزة نوبل في العلوم الاقتصادية عام 1971.
- 1902 - ثيودر شولتز، اقتصادي أمريكي حاصل على جائزة نوبل في العلوم الاقتصادية عام 1979.
- 1909 - يوليانا، ملكة هولندا.
- 1916 - كلود شانون، عالم رياضيات أمريكي.
- 1938 - يحيى الطاهر عبد الله، كاتب مصري.
- 1946 - كارل السادس عشر غوستاف، ملك السويد.
- 1959 - ستيفن هاربر، رئيس وزراء كندا.
- 1965 - أدريان باسدار، ممثل أمريكي.
- 1967 - حكيم دكار، ممثل جزائري.
- 1979 - علي سكر، ممثل سوري.
- 1981 - جون أوشي، لاعب كرة قدم أيرلندي.
- 1982 -
  - كيرستين دانست، ممثلة أمريكية.
  - درو سيلي، مغني كندي.
- 1984 - صوفي تارنر، عارضة أزياء وممثلة أسترالية.
- 1985 -
  - براندون باس، لاعب كرة سلة أمريكي.
  - عبد الحفيظ الدوزي، مغني مغربي.
- 1986 - ديانا أغرون، مغنية وممثلة وراقصة أمريكية.
- 1992 - تير شتيغن، لاعب كرة قدم ألماني.
- 1994 - وانغ يافان، لاعبة كرة مضرب صينية

## وفيات
- 1030 - محمود الغزنوي، حاكم الدولة الغزنوية.
- 1632 - سييسموند فاسا، ملك السويد.
- 1641 - محمد بن أحمد العياشي، مجاهد مغربي.
- 1780 - شاكر بن مصطفى العمري، فقيه حنفي وصوفي وشاعر دمشقي.
- 1883 - إدوارد مانيه، رسام فرنسي.
- 1945 -
  - أدولف هتلر، زعيم النازية.
  - إيفا براون، زوجة أدولف هتلر.
- 1989 - سرجيو ليون، مخرج إيطالي.
- 1998 -
  - نزار قباني، شاعر سوري.
  - حمد عبد المحسن المشاري، سياسي كويتي.
- 2015 - بن إي كينغ، مغني وكاتب أغاني ومنتج أمريكي.
- 2017 - مباه غوثو، أكبر معمر في العالم مسجل ليوم وفاته.
- 2020 - ريشي كابور، ممثل هندي.
- 2022 - مينو رايولا، وكيل أعمال رياضي إيطالي.

## أعياد ومناسبات
- يوم التحرر في فيتنام.
- ليلة فالبورغيز في ألمانيا ووسط أوروبا.
- يوم حلول الربيع في إسكندنافيا.
- عيد ميلاد الملك كارل السادس عشر غوستاف في السويد.
- يوم الملكة في هولندا.
- عيد الأطفال في المكسيك.

## وصلات خارجية
- وكالة الأنباء القطريَّة: حدث في مثل هذا اليوم.
- النيويورك تايمز: حدث في مثل هذا اليوم.
- BBC: حدث في مثل هذا اليوم.